# Zeit (album Rammstein)
Zeit è l'ottavo album in studio del gruppo musicale tedesco Rammstein, pubblicato il 29 aprile 2022 dalla Rammstein GBR e dalla Vertigo/Capitol.

## Antefatti
A causa della pandemia di COVID-19 nel 2020 i Rammstein hanno dovuto posticipare le esibizioni in Europa e America del Nord e sono tornati presso gli studi La Fabrique di Saint-Rémy-de-Provence (sede delle registrazioni del precedente Rammstein) per lavorare a nuovo materiale. Nel febbraio 2021 la registrazione dell'album è stata completata e nel marzo seguente il tastierista Christian Lorenz ha rivelato che il gruppo non aveva intenzione alcuna a registrare un nuovo album ma avevano optato per farlo pur di non rimanere fermi in attesa della fine dell'emergenza sanitaria.
Nel novembre 2021 il chitarrista Richard Kruspe ha annunciato l'intenzione di rendere disponibile l'ottavo album prima dello svolgimento della tournée mondiale che sarebbe partita a maggio 2022. Un mese prima uno dei brani del disco è stato presentato in anteprima quando è stato condiviso con l'astronauta Thomas Pesquet mentre era a bordo della Stazione spaziale internazionale.

## Copertina
La copertina di Zeit mostra i sei componenti del gruppo scendere le scale del Trudelturm, un monumento industriale che in passato ospitava un laboratorio di ricerca aerodinamica, situato nel Parco Aerodinamico di Adlershof. La fotografia utilizzata per la copertina è stata scattata dal musicista canadese Bryan Adams.

## Promozione
Nel marzo 2022 i Rammstein hanno diffuso un'anteprima video di circa trenta secondi intitolata #ZEITkommt, culminata il 10 di tale mese con l'annuncio dei primi dettagli relativi a Zeit e la pubblicazione del primo singolo, l'omonimo Zeit, insieme al relativo video musicale. Il 25 dello stesso mese il gruppo ha rivelato di aver nascosto undici capsule Zeit (pari al numero di brani nell'album) in varie località del mondo, che i fan hanno dovuto scoprire attraverso le coordinate diffuse dalla formazione tedesca online. Tali capsule contenevano un codice per aprire il titolo di un brano, gli autografi del gruppo e due biglietti per un concerto a loro scelta.
Il 7 aprile 2022 è stato pubblicato come secondo singolo Zick Zack, accompagnato da un video diretto da Jörn Heitmann. Nel giorno di pubblicazione di Zeit il gruppo ha presentato il video dell'ottava traccia Angst.
Nel corso dell'anno sono stati pubblicati altri tre singoli: Dicke Titten, uscito verso la fine di maggio, il sopracitato Angst ad agosto e il brano conclusivo Adieu, distribuito a novembre.

## Tracce
Testi e musiche di Rammstein.
1. Armee der Tristen – 3:25
2. Zeit – 5:21
3. Schwarz – 4:18
4. Giftig – 3:08
5. Zick Zack – 4:04
6. OK – 4:03
7. Meine Tränen – 3:57
8. Angst – 3:44
9. Dicke Titten – 3:38
10. Lügen – 3:49
11. Adieu – 4:38

## Formazione
Gruppo
- Christoph Doom Schneider – batteria
- Oliver Riedel – basso
- Doktor Christian Lorenz – tastiera
- Paul Landers – chitarra
- Richard Z. Kruspe – chitarra
- Till Lindemann – voce

Altri musicisti
- Sven Helbig – arrangiamento del coro (tracce 1, 2, 6 e 11), arrangiamento strumenti ad arco (tracce 3, 7 e 9)
- Konzertchoir Dresden – coro (tracce 1, 2, 10 e 11)
- Friedemann Schulz – direzione del coro (tracce 1, 2, 10 e 11)
- Constantin Krieg – sintetizzatore aggiuntivo (tracce 2, 8 e 9), programmazione aggiuntiva (traccia 2), corno aggiuntivo (traccia 9)
- J. J. Duvêt – cori (traccia 2)
- The Academic Choir of the National Television and Radio Company of Belarus – coro (traccia 6)
- Wilheim Keitel – direzione del coro (traccia 6)
- The Sächsische Staatskapelle Dresden – strumenti ad arco (tracce 3 e 9)
- Bernd Schober – oboe (traccia 7)
- Wolfram Grosse – clarinetto (traccia 7)

Produzione
- Olsen Involtini – produzione, registrazione, missaggio
- Rammstein – produzione
- Florian Ammon – montaggio Pro Tools e Logic, ingegneria del suono, produzione aggiuntiva
- Daniel Cayotte – assistenza tecnica
- Sky Van Hoff – registrazione, montaggio e produzione aggiuntiva parti di chitarra
- Jens Dressen – mastering
- Martin Fischer – registrazione coro (tracce 1, 2, 10 e 11), registrazione oboe e clarinetto (traccia 7)
- Dzmitry Karshakevich – registrazione coro (traccia 6)
- Siarhei Chaika – registrazione coro (traccia 6)

## Classifiche

### Classifiche settimanali
| Classifica (2022-23)       | Posizione massima |
| -------------------------- | ----------------- |
| Australia                  | 3                 |
| Austria                    | 1                 |
| Belgio (Fiandre)           | 1                 |
| Belgio (Vallonia)          | 1                 |
| Canada                     | 7                 |
| Croazia                    | 2                 |
| Danimarca                  | 1                 |
| Finlandia                  | 1                 |
| Francia                    | 1                 |
| Germania                   | 1                 |
| Grecia                     | 6                 |
| Irlanda                    | 20                |
| Islanda                    | 5                 |
| Italia                     | 12                |
| Lituania                   | 5                 |
| Norvegia                   | 1                 |
| Nuova Zelanda              | 11                |
| Paesi Bassi                | 1                 |
| Polonia                    | 3                 |
| Regno Unito                | 3                 |
| Regno Unito (rock & metal) | 1                 |
| Repubblica Ceca            | 1                 |
| Slovacchia                 | 2                 |
| Spagna                     | 4                 |
| Stati Uniti                | 15                |
| Svezia                     | 1                 |
| Svizzera                   | 1                 |
| Ungheria                   | 2                 |

### Classifiche di fine anno
| Classifica (2022) | Posizione |
| ----------------- | --------- |
| Austria           | 1         |
| Belgio (Fiandre)  | 6         |
| Belgio (Vallonia) | 18        |
| Danimarca         | 98        |
| Francia           | 69        |
| Germania          | 1         |
| Islanda           | 71        |
| Norvegia          | 31        |
| Paesi Bassi       | 15        |
| Polonia           | 27        |
| Repubblica Ceca   | 9         |
| Spagna            | 93        |
| Svezia            | 23        |
| Svizzera          | 2         |